# Tierkohle

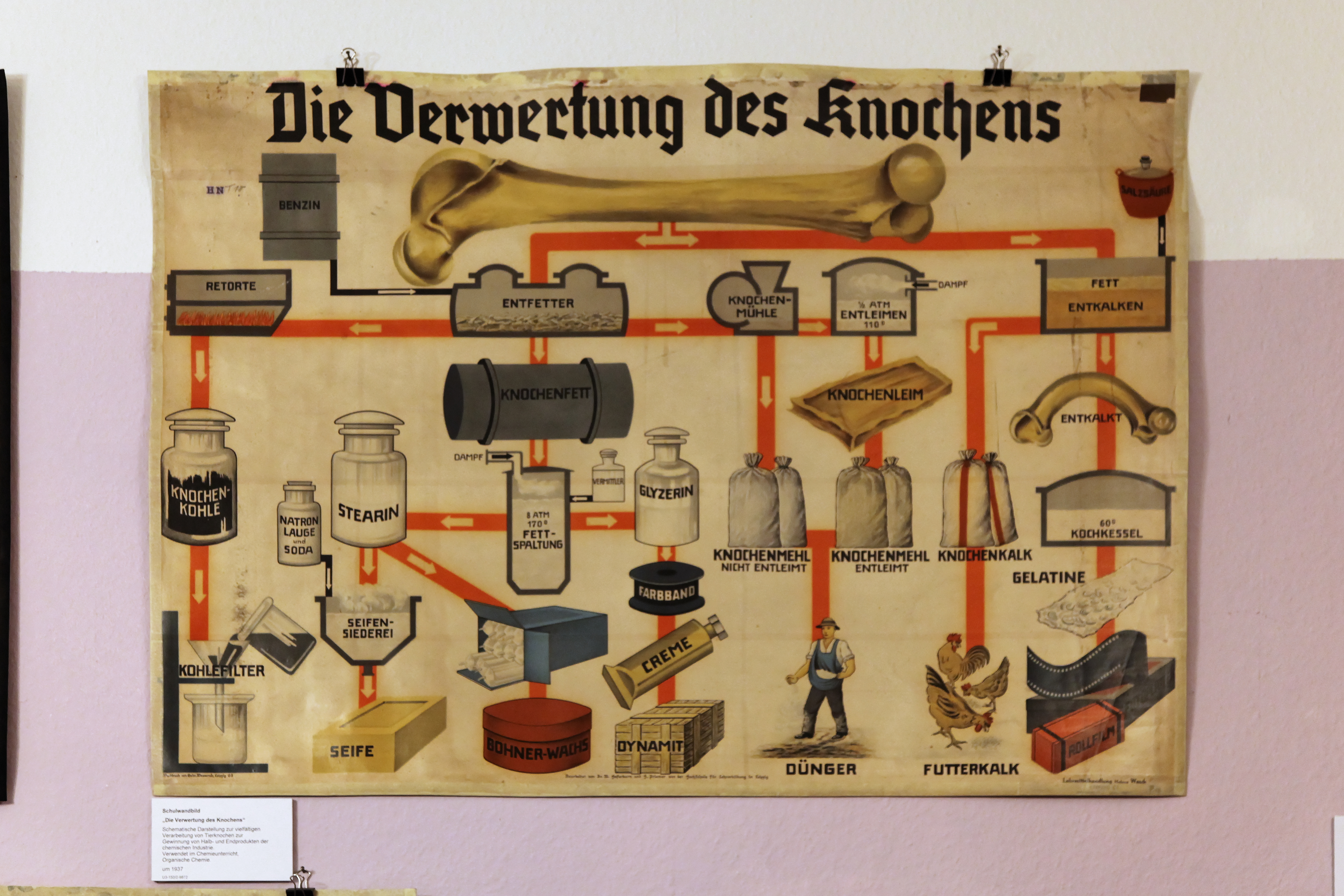
Knochenkohle auf der Schautafel „Die Verwertung des Knochens“

Als Tierkohle, lateinisch Carbo animalis, wird Aktivkohle bezeichnet, die aus verkohltem Rindsleder (Lederkohle) oder tierischem Blut (Blutkohle), Fleisch (Fleischkohle) oder aus Tier-Knochen (Knochenkohle) hergestellt wird.
Zur Herstellung von Knochenkohle (früher auch als Beinkohle bezeichnet) werden grob gemahlene und entfettete Knochen bei rund 700 °C unter Luftabschluss geglüht. Die organischen Substanzen der Knochen werden dabei zerstört. Dabei entstehen Ammoniak, Knochenteer, verschiedene Gase und Knochenkohle.

## Nutzung
Knochenkohle wird wie andere Aktivkohle eingesetzt. Es gibt sowohl Beispiele für aktuelle als auch für historische Nutzung:
- Entfärbung

Für die Entfärbung von Zucker werden sehr große Mengen an Kohle für die Filter benötigt, bei manchen Firmen kommt hier Tierkohle zum Einsatz (ein von Louis Constant 1812 patentiertes Verfahren). Laut Selbstauskunft wird bei den deutschen Zuckerherstellern keine Tierkohle verwendet.
- Filtration

Zur Filterung von Aquarienbecken und bei der Raffinierung von Erdöl wird ebenfalls teilweise Tierkohle verwendet.
- Medizinische Anwendung

Medizinische Kohle wurde aus Knochenkohle hergestellt, indem man die mineralischen Anteile mit Salzsäure größtenteils herauslöste. Bei der heutigen medizinischen Kohle handelt es sich meist um eine aus Pflanzenmaterial, wie zum Beispiel Holz, hergestellte Aktivkohle. Siehe auch: Holzkohle.
- Pigmente

Wird ein Gemisch von Knochenkohle und Zucker (oder Sirup) mit konzentrierter Schwefelsäure erwärmt, so entsteht Knochen- oder Beinschwarz (Kölner Schwarz). Aus diesem wurden früher (etwa bis zum beginnenden 20. Jahrhundert) die schwarze Schuhwichse, der Vorgänger der heutigen Schuhcreme, in Dosen (Hartwachscreme) und Farben für die Malerei hergestellt. Im Colour Index steht das Pigment unter C. I. Pigment Black 9.
Der Farbname Elfenbeinschwarz oder Beinschwarz bezeichnet ein schwarzes Pigment, das ursprünglich aus unter Luftabschluss geglühtem Elfenbein gewonnen wurde.
- Chemische Reaktionstechnik

Durch seinen hohen Phosphatanteil diente Knochenkohle ab Mitte des 19. Jahrhunderts als Rohstoff der Düngemittelherstellung. So erfolgte die Herstellung von Superphosphaten, einem Mineraldünger, durch Aufschluss von Calciumphosphat aus Knochenkohle mit Schwefelsäure.
- Raumfahrttechnik

Der Hitzeschild der Raumsonde Solar-Orbiter, enthält aus Tierkohle gefertigte Komponenten, um Temperaturen von 500 °C standhalten zu können.